# U-2344
U 2344 era um submarino Tipo XXIII da Marinha Alemã. Afundou após uma colisão com o U 2336 idêntico antes de ser usado. O U 2344 foi erguido dez anos depois e finalmente se desintegrou como um naufrágio irreparável em 1957 no estaleiro Neptun em Rostock.

## Projeto
Como todos os submarinos Tipo XXIII, o U-2344 teve um deslocamento de 234 toneladas (230 toneladas longas) quando na superfície e 258 toneladas (254 toneladas longas) quando submerso. Ela tinha um comprimento total de 34,68 m (o/a), uma largura de viga de 3,02 m  (o/a) e uma profundidade de calado de 3,66 m. O submarino era movido por um motor diesel RS134S de seis cilindros MWM fornecendo 575–630 cavalos de potência métrica (423–463 quilowatts; 567–621 cavalos de potência no eixo), um motor elétrico de dupla ação AEG GU4463-8 fornecendo 580 HP (430 kW; 570 shp) e um motor elétrico CCR188 silencioso BBC fornecendo 35 HP (26 kW; 35 shp).
O submarino tinha uma velocidade máxima de superfície de 9,7 nós (18,0 km/h; 11,2 mph) e uma velocidade submersa de 12,5 nós (23,2 km/h; 14,4 mph). Quando submerso, o barco poderia operar a 4 nós (7,4 km/h; 4,6 mph) por 194 milhas náuticas (359 km; 223 mi); quando emergiu, ela poderia viajar 2.600 milhas náuticas (4.800 km; 3.000 milhas) a 8 nós (15 km/h; 9,2 mph). O U-2344 foi equipado com dois tubos de torpedo de 53,3 cm (21 pol.) Na proa. Ela poderia carregar dois torpedos pré-carregados. O complemento era de 14 a 18 homens. Esta classe de submarino não carregava canhão de convés.

## História
Como muitos outros submarinos do final da guerra, ele chegou tarde demais para virar a maré em favor das potências do Eixo, apesar de seu design avançado. O U-2344 nunca realizou uma patrulha operacional e foi perdido em 18 de fevereiro de 1945 após uma colisão com um de seus navios irmãos, o U-2336. Ela afundou rapidamente no norte de Rostock, levando consigo 11 dos 14 tripulantes a bordo. O naufrágio foi posteriormente levantado para estudo em 1956, embora não tenha sido restaurado. No final das contas, o casco foi desmontado em Rostock em 1958.

## Ver Também
- Batalha do Atlântico